# Valdetorres de Jarama
Valdetorres de Jarama è un comune spagnolo di 2 278 abitanti situato nella comunità autonoma di Madrid.